# Andrew Benintendi
Andrew Sebastian Benintendi (Cincinnati, 6 luglio 1994) è un giocatore di baseball statunitense, esterno per i New York Yankees della Major League Baseball (MLB).

## Carriera amatoriale
Benintendi frequentò la Madeira High School di Madeira, Ohio. All'ultimo anno, registrò una media in battuta di .564 con 12 fuoricampo, 57 punti battuti a casa e 38 basi rubate, venendo insignito del premio ABCA/Rawlings National High School Player of the Year e Ohio Gatorade Baseball Player of the Year. Terminò la propria carriera con 199 punti, stabilendo un nuovo record per il baseball in Ohio. Benintendi venne scelto dai Cincinnati Reds nel 31º turno del Major League Baseball draft del 2013, ma non firmò un contratto con la squadra.
Benintendi si iscrisse all'Università dell'Arkansas dove giocò per gli Arkansas Razorbacks.
Nel 2015 Benintendi fu il primo nelle statistiche della Southeastern Conference per la media in battuta (.380), fuoricampo (19), percentuale di arrivo in base (.489), media bombardieri (.715) e basi su ball (47), venendo nominato giocatore dell'anno della SEC. Vinse anche il College Player of the Year Award assegnato da Baseball America, il Dick Howser Trophy, e il Golden Spikes Award. Benintendi era considerato una delle migliori promesse per il draft della Major League Baseball del 2015.

## Carriera professionistica
Dopo aver rifiutato l'offerta dei Cincinnati Reds nel 2013, Benintendi venne selezionato dai Boston Red Sox nel draft del 2015, nel primo turno come settimo assoluto. Debuttò nelle minor league con i Lowell Spinners della Class A-Short Season New York–Penn League. Iniziò la stagione 2016 con i Salem Red Sox della Class A-Advanced Carolina League e venne promosso nei Portland Sea Dogs della Class AA Eastern League il 15 maggio.
Il 2 agosto 2016 Benintendi venne promosso nel roster principale dei Red Sox debuttando, al Safeco Field di Seattle, in un incontro con i Seattle Mariners, come sostituto battitore.
Benintendi nel 2017 iniziò la stagione da subito nella prima squadra dei Red Sox. Il 4 luglio, in una gara contro i Texas Rangers, Benintendi batté con 5 su 5, con 6 punti battuti a casa (RBI), 2 fuoricampo e un doppio nella vittoria per 11-4. Nel mese di agosto fu premiato come miglior rookie dell'American League. La sua prima stagione completa si chiuse con una media battuta di .271, 20 fuoricampo e 90 RBI.
Il 10 febbraio 2021, come parte di uno scambio che coinvolse tre squadre, i Red Sox scambiarono Benintendi più una somma in denaro con i Kansas City Royals ottenendo Franchy Cordero e due giocatori da nominare in seguito dai Royals, e il giocatore di minor league Josh Winckowski più un giocatore da nominare in seguito dai New York Mets, che a loro volta ricevettero il giocatore di minor league Khalil Lee, proveniente dai Royals.
Il 28 luglio 2022 viene acquistato dai New York Yankees, in cambio di alcuni lanciatori.

## Vita privata
I nonni paterni di Benintendi, emigrarono dall'Italia per gli Stati Uniti d'America.

## Palmarès

### Club
- World Series: 1

Boston Red Sox: 2018

### Individuale
- Guanto d'oro: 1

2021
- Esordiente del mese: 1

AL: agosto 2017
- Giocatore della settimana: 1

AL: 12 settembre 2021